# Barciany (gmina)
Barciany – gmina wiejska w województwie warmińsko-mazurskim, w powiecie kętrzyńskim. W latach 1975–1998 gmina położona była w województwie olsztyńskim.
Siedziba gminy to Barciany.
Według Narodowego Spisu Powszechnego 31 marca 2011 gminę zamieszkiwało 6782 mieszkańców. Natomiast według danych z 31 grudnia 2019 roku gminę zamieszkiwało 6109 osób.

## Struktura powierzchni
Według danych z roku 2002 gmina Barciany ma obszar 293,62 km², w tym:
- użytki rolne: 82%
- użytki leśne: 8%

Gmina stanowi 24,21% powierzchni powiatu.

## Demografia

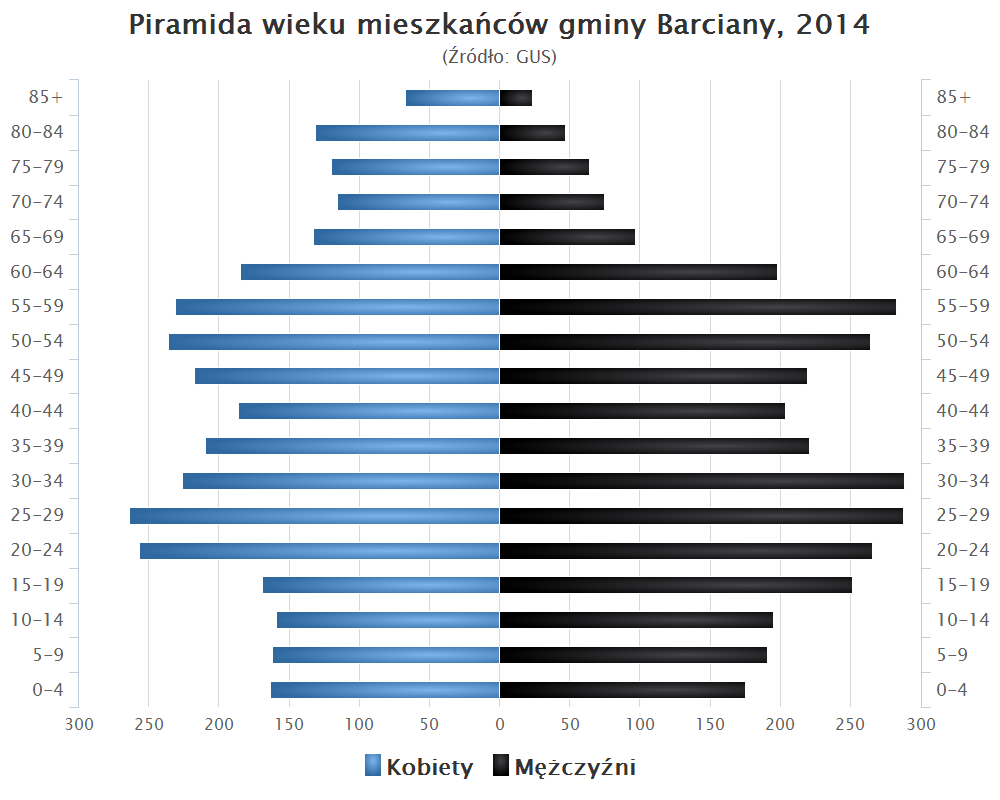
Piramida wieku mieszkańców gminy Barciany w 2014 roku

Dane z 30 czerwca 2004:
| Opis                              | Ogółem | Ogółem | Kobiety | Kobiety | Mężczyźni | Mężczyźni |
| --------------------------------- | ------ | ------ | ------- | ------- | --------- | --------- |
| Jednostka                         | osób   | %      | osób    | %       | osób      | %         |
| Populacja                         | 6767   | 100    | 3350    | 49,5    | 3417      | 50,5      |
| Gęstość zaludnienia [mieszk./km²] | 23     | 23     | 11,4    | 11,4    | 11,6      | 11,6      |

## Ochrona przyrody
Obszar gminy wchodzi w skład:
- Obszar Chronionego Krajobrazu Jeziora Oświn
- Obszar Chronionego Krajobrazu Doliny Rzeki Guber
- Obszar Natura 2000 Ostoja Warmińska (PLB280015) OSO

Na terenie gminy znajdują się następujące pomniki przyrody:
| Nr  | Lokalizacja                                      | Nazwa                                             | Obwody przy powołaniu                      | Nr ew.  | Akt prawny                                                                                             |
| 1.  | leśnictwo Bobry oddz. 189b                       | 35 buków pospolitych                              | od 100 do 180 cm                           | 9       | Rlb.-19/9/52 29.12.1952 r.                                                                             |
| 2.  | Arklity park pałacowy                            | lipa drobnolistna                                 | 520 cm                                     | 399     | RGŻL-op-399/84 11.06.1984 r.                                                                           |
| 3.  | leśnictwo Dąbrowa oddz. 16a                      | dęby szypułkowe                                   | od 425 do 590 cm                           | 642-645 | Dz. Urz. Woj. Warm-Maz. Nr 7, poz. 77 z 18.02.1994 r.                                                  |
| 4.  | leśnictwo Bobry oddz. 218f                       | dąb szypułkowy                                    | 520 cm                                     | 646     | Dz. Urz. Woj. Warm-Maz. Nr 7, poz. 77 z 18.02.1994 r.                                                  |
| 5.  | leśnictwo Bobry 40 m od drogi Frączkowo-Skandawa | dąb szypułkowy                                    | 670 cm                                     | 647     | Dz. Urz. Woj. Warm-Maz. Nr 7, poz. 77 z 18.02.1994 r.                                                  |
| 6.  | leśnictwo Bobry oddz. 270b                       | 2 buki pospolite                                  | 320 i 330 cm                               | 648-649 | Dz. Urz. Woj. Warm-Maz. Nr 7, poz. 77 z 18.02.1994 r.                                                  |
| 7.  | leśnictwo Bobry oddz. 269c                       | grab pospolity                                    | 240 cm                                     | 650     | Dz. Urz. Woj. Warm-Maz. Nr 7, poz. 77 z 18.02.1994 r.                                                  |
| 8.  | leśnictwo Bobry oddz. 266a                       | dąb szypułkowy                                    | 420 cm                                     | 651     | Dz. Urz. Woj. Warm-Maz. Nr 7, poz. 77 z 18.02.1994 r.                                                  |
| 9.  | leśnictwo Bobry oddz. 265c                       | 2 dęby szypułkowe                                 | 380 i 400 cm                               | 652-653 | Dz. Urz. Woj. Warm-Maz. Nr 7, poz. 77 z 18.02.1994 r.                                                  |
| 10. | leśnictwo Królikarnia oddz. 356f                 | 2 dęby szypułkowe buk pospolity                   | 390 i 490 cm 390 cm                        | 680-682 | Dz. Urz. Woj. Warm-Maz. Nr 7, poz. 77 z 18.02.1994 r.                                                  |
| 11. | leśnictwo Królikarnia oddz. 357a                 | 6 dębów szypułkowych                              | od 380 do 480 cm                           | 683-688 | Dz. Urz. Woj. Warm-Maz. Nr 7, poz. 77 z 18.02.1994 r.                                                  |
| 12. | leśnictwo Królikarnia oddz. 357c                 | 2 jesiony wyniosłe                                | 290 i 440 cm                               | 689     | Dz. Urz. Woj. Warm-Maz. Nr 7, poz. 77 z 18.02.1994 r.                                                  |
| 13. | leśnictwo Królikarnia oddz. 355f                 | 4 dęby szypułkowe buk pospolity lipa drobnolistna | od 380 do 510 cm 420 cm 400 cm             | 691-696 | Dz. Urz. Woj. Warm-Maz. Nr 7, poz. 77 z 18.02.1994 r.                                                  |
| 14. | leśnictwo Łączka oddz. 11g                       | dąb szypułkowy                                    | 380 cm                                     | 714     | Dz. Urz. Woj. Warm-Maz. Nr 7, poz. 77 z 18.02.1994 r.                                                  |
| 15. | Drogosze park przypałacowy                       | 7 dębów szypułkowych                              | od 300 do 410 cm                           | 779-785 | Dz. Urz. Woj. Warm-Maz. Nr 7, poz. 77 z 18.02.1994 r.                                                  |
| 16. | Drogosze park przypałacowy                       | 5 modrzewi europejskich dąb szypułkowy            | od 195 do 300 cm 400                       | 786-791 | Dz. Urz. Woj. Warm-Maz. Nr 7, poz. 77 z 18.02.1994 r.                                                  |
| 17. | Drogosze park przypałacowy                       | dąb szypułkowy buk pospolity                      | 490 cm 320 cm                              | 792     | Dz. Urz. Woj. Warm-Maz. Nr 7, poz. 77 z 18.02.1994 r.                                                  |
| 18. | Drogosze park przypałacowy                       | 8 dębów szypułkowych                              | 380, 400, 515, 550, 350, 380, 400 i 480 cm | 793-800 | Dz. Urz. Woj. Warm-Maz. Nr 7, poz. 77 z 18.02.1994 r.                                                  |
| 19. | Gradowo                                          | dąb szypułkowy                                    | 750                                        | –       | Uchwała Nr XLI/272/2014 Rady Gminy Barciany z dnia 27 marca 2014 r. (DZ. URZ. WOJ. WARM-MAZ 2014.1744) |

## Wójtowie Gminy Barciany (od 1990)
- Ryszard Kozyra (1990−2006)
- Łukasz Jakub Wiśniewski (2006−2010)
- Ryszard Kozyra (2010−2018)
- Marta Kamińska (od 2018)

## Miejscowości na terenie gminy
Największymi miejscowościami gminy są Barciany – 1082 mieszkańców i Mołtajny 815 mieszkańców. Na terenie gminy siedziby parafii rzymskokatolickich znajdują się w następujących miejscowościach: Barciany, Drogosze, Mołtajny, Momajny i Winda. W Asunach zlokalizowana jest parafia Kościoła greckokatolickiego (bizantyjsko-ukraińskiego) pw. Zaśnięcia Najświętszej Bogurodzicy. W Barcianach jest też kaplica ewangelicko-augsburska obsługiwana przez proboszcza parafii tego wyznania z Kętrzyna. W Barcianach znajdują się także: Biblioteka Gminna, Gminny Ośrodek Kultury i Gimnazjum Publiczne. Szkoły podstawowe (stan 2004) znajdują się w następujących miejscowościach: Barciany, Drogosze, Mołtajny i Winda.
Przez teren gminy przebiega linia kolejowa Korsze – Żeleznodorożnyj (Rosja) – używana w obrocie towarowym.

### Sołectwa
Aptynty, Asuny, Barciany, Bobrowo, Drogosze, Frączkowo, Gęsie Góry, Gęsiki, Krelikiejmy, Modgarby, Mołtajny, Momajny, Ogródki, Podławki, Radosze, Rodele, Silginy, Skandawa, Skierki, Solkieniki, Suchawa, Wilkowo Małe, Winda.

### Pozostałe miejscowości
Anielin, Arklity, Błędowo, Bogusławki, Borszyny, Czaczek, Dębiany, Duje, Garbno, Główczyno, Górki, Gumniska, Kąpławki, Kiemławki Małe, Kiemławki Wielkie, Kolwiny, Kotki, Krymławki, Krzeczewo, Kurkławki, Maciejki, Markławka, Markuzy, Michałkowo, Moruny, Niedziały, Pastwiska, Radoski Dwór, Ruta, Rutka, Siwoszewo, Skandawa (osada), Skoczewo, Staniszewo, Stary Dwór Barciański, Szaty Wielkie, Święty Kamień, Taborzec, Wargity, Wielewo, Wypęk, Zalesie, Zielone.

## Sąsiednie gminy
Kętrzyn, Korsze, Sępopol, Srokowo. Gmina sąsiaduje z Rosją (obwód królewiecki).